# Tweed (ylle)

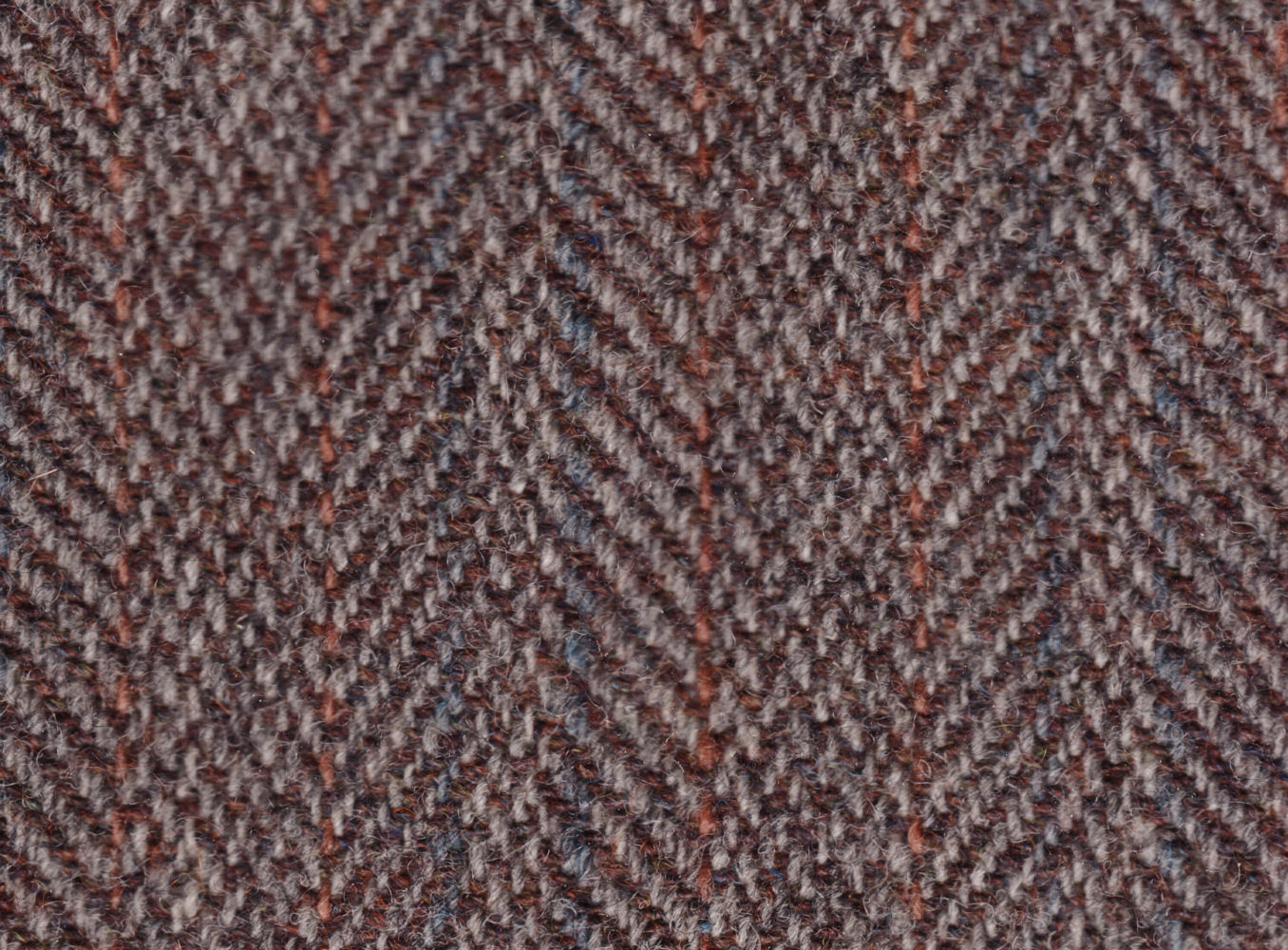
Tweedtyg

Tweed är en sorts grovt ylletyg. Numera blandar man ofta in syntetmaterial i yllet. Tweed används vid tillverkning av kostymer, blazrar och kappor.
Ordet "tweed" kan komma som en association från den skotska floden Tweed. Ordet är belagt i svenska språket sedan 1930.